# Centralni kuki-chin jezici
Centralni kuki-chin jezici jedna od 3 podskupine kuki-činskih jezika iz Indije, Burme i Bangladeša. 
Obuhvaća (11) jezika, to su: bawm chin [bgr] (Indija), ukupno 21.520; haka chin [cnh] (Burma), ukupno 131.260; ngawn chin [cnw] (Burma), 	15.000 (1984); senthang chin [sez] (Burma), 32.000 (2007); tawr chin [tcp] (Burma), 700 (1996 D. Van Bik); zotung chin [czt] (Burma), 40.000 (1990 UBS); darlong [dln] (Indija), 6.000 (1998 T. Darlong); hmar [hmr] (Indija), 50,000 (1997); mizo [lus] (Indija), ukupno 541.750; pangkhua [pkh] (Bangladeš), ukupno 2.730; zyphe [zyp] (Burma), ukupno 20.000.

## Vanjske poveznice
- Ethnologue (14th)
- Ethnologue (15th)